# Charles Samuel Myers
Charles Samuel Myers, angleški psiholog, * 13. marec 1873, London, † 12. oktober 1946, Winsford, Somerset.
Charles Samuel Myers se je rodil 13. marca 1873 v Londonu. Po izobrazbi je bil zdravnik, delal pa je kot psiholog, predavatelj eksperimentalne psihologije, med 1. svetovno vojno je bil svetovalec vojski Velike Britanije v Franciji, kasneje pa je pomagal ustanoviti Nacionalni inštitut za industrijsko psihologijo. Bil je prvi, ki je pisal o bombnem šoku (preden so opisali posttravmatsko stresno motnjo) in se ukvarjal z načini njegovega zdravljenja. Umrl je 12. oktobra 1946 v Winsfordu v Somersetu.

## Šolanje
Pri 11 letih se je začel šolati v City of London School. Leta 1890 se je udeležil izobraževanja iz osnov biologije, kemije in fizike v bolnišnici St.Bartholomew's Hospital. Leto kasneje je dobil štipendijo za naravoslovne znanosti na Gonville in Caius College v Cambridgu. Pripravljal se je za poklic zdravnika. Prvi dve leti se je izobraževal na področju kemije, fizike, botanike, zoologije in fiziologije. Posebej močno sta ga privlačili botanika in fizologija. Tretje in četrto študija se je usmeril v fiziologijo in človeško anatomijo. Zanimati sta ga začeli tudi fizična in rasna antropologija. Leta 1895 je diplomiral. Že pred diplomo je začel raziskovati antične lobanje, ki so bile najdene na polju v Suffolku, napisal je tudi članek, ki ga je leta 1897 objavil v reviji Journal of Antropological Institute .

## Zgodnje delo
Po zaključku šolanja so bila njegova zanimanja razdeljena med antropologijo in eksperimentalno psihologijo .

### Antropološko področje
Myers je med študijem spoznal dr. Haddona, ki je leta 1895 začel načrtovati Cambriško antropološko odpravo v Torresov preliv v Novi Gvineji in Sarawak na Borneu in ga povabil zraven. Myers pravi, da je povabilo sprejel zaradi velikega zanimanja za antropologijo in psihologijo, zaradi želje po potovanjih in pripravljenosti za učenje tujih jezikov. Odprave, ki se je pričela marca 1898 in je trajala eno leto, so se udeležili tudi dr. Rivers, William McDougall in C. G. Seligman. Myers je v Torresovem prelivu z dr. Haddonom preučeval obrede in običaje domorodcev. Večino časa odprave pa je sodeloval z dr. Riversom, osredotočil pa se je na raziskovanje sluha, voha, okusa, reakcijskih časov, ritma in glasbe domorodcev v Torresovem prelivu in na Borneu.
Ko se je leta 1899 vrnil z odprave v Anglijo, se je zaposlil kot zdravnik v bolnišnici St. Bartholomew's Hospital. Preko prijateljstva s profesorjem A. A. Kanthackom, ki je delal v tej bolnišnici, ga je začelo zanimati raziskovanje patologije.  Myers meni, da je velika možnost, da bi svojo nadaljnjo poklicno pot usmeril v to področje, če ne bi imel izkušnje odprave in če istega leta, kot se je vrnil z nje, profesor Kanthack ne bi umrl. 
Marca 1900 je zaradi bolezni odpotoval v Egipt, kjer je ostal do konca leta 1901. Tam je preučeval hieroglife, sodeloval pri izkopavanju arheoloških najdb in potoval  po puščavi. Leta 1901 je napisal doktorsko nalogo o myasthenia gravis in izvedel študijo o tetoviranju domorodcev ter ogromno antropometričnega dela z egiptovskimi in sudanskimi vojaki v Kairu in Kartumu, izsledke pa je predstavil v seriji člankov med leti 1903 in 1908 v reviji Journal of the Royal Anthropological Institute. 

### Psihološko področje
Spomladi 1902 se je Myers vrnil v Cambridge. Najprej je urejal svoje zapiske in odkritja o raziskavah iz antropološke odprave ter potovanja v Egipt, preučeval pa je tudi zgornji prag za višino tona, ki jo še zaznavamo.
Leta 1903 so mu ponudili mesto predavatelja v Liverpoolu, vendar je ponudbo zavrnil. V tem času je pomagal dr. Riversu pri izvedbi praktičnih vaj iz eksperimentalne psihologije v Cambridgu. Leto kasneje je za polovični delovni čas delal kot predavatelj eksperimentalne psihologije na King's College v Londonu, hkrati pa je postal tudi asistent za eksperimentalno psihologijo na Cambridgu. V Londonu je sodeloval s profesorjem H. A. Wilsonom, s katerim sta preučevala različne vplive na lociranje zvoka. V tem času je pripravljal tudi  prvo izdajo svojega učbenika za eksperimentalno psihologijo, ki ga je izdal leta 1909. Tega leta je prenehal delati kot predavatelj v Londonu in se zaposlil kot predavatelj eksperimentalne psihologije in psihologije zaznavanja na Cambridgu. Leta 1911 je izdal krajšo in bolj uspešno knjigo, z naslovom Uvod v eksperimentalno psihologijo, s katero je želel ozavestiti širšo javnost o pomembnosti psihološkega eksperimenta.   
Myers je sodeloval tudi pri oblikovanju novega Laboratorija za eksperimentalno psihologijo, ki je bil odprt leta 1912. Imel je tri nadstropja, v poslopju pa so bile predavalnica, soba za živali, knjižnica, učilnice za izvedbo eksperimentov in raziskav, "temna soba" ter zvočno izolirana soba. V tem času je umrl Myersov oče in Myers je del podedovanega denarja anonimno doniral za gradnjo tega Laboratorija. Postal je tudi direktor Laboratorija.
Pomagal je ustanoviti strokovno revijo British Journal of Psychology leta 1904, ki je leta 1914 postala revija Društva britanskih psihologov (British Psychological Society). Prva urednika sta bila James Ward in dr. Rivers, kasneje od 1911-1913 sta bila urednika dr. Rivers in Myers, med 1913 in 1924 pa je bil odgovorni urednik samo Myers. V tem času je Myers raziskoval glasbo starih kultur, sinestezijo, vpliv barve in jakosti glasu na lokalizacijo zvoka, individualne razlike v odnosu ljudi do glasbenih zvokov ter vidne kontraste.
Myers ni veliko objavljal v svojem imenu. Njegov neposreden vpliv se kaže v delih njegovih mlajših kolegov. Nekateri med njimi so: F. C. Bartlett, T. A. Pear, Cyril Burt, Eric Farmer, H. Hartridge, John Laird, E. O. Lewis, J. P. Lowson, C. A. Mace, B. Muscio, W. Sprott, Frank Smith, R.H. Thouless, C. W. Valentine .

## Delo med vojno
Ko se je začela prva svetovna vojna, je bil Myers star 41 let. Ker so ga ob prijavi za služenje v Franciji zavrnili, saj je bil star več kot 40 let, je sam odpotoval v Pariz in prepričal komandanta bolnišnice v Touquetu, da ga je sprejel kot specializanta. V začetku leta 1915 je dobil tudi uradno pooblastilo za delo na bojišču. Prestavljen je bil v bolnišnico v Boulogne, kjer je nadzoroval zdravljenje nervoz in duševnih motenj, ki so se pojavljale med britanskimi vojaki. Leto kasneje je bil premeščen v glavno poveljstvo v mesto St. Omer, kjer je dobil naziv psihološkega svetovalca Britanski vojski v Franciji. Od takrat je potoval med bolnicami na bojišču in obravnaval primere bombnega šoka (shell shock) in drugih duševnih motenj, ki so se pojavljale pri vojakih. Myers je bil prvi, ki je pri britanskih vojakih v Franciji prepoznal primere bombnega šoka, prepoznal psihološko naravo te motnje in uporabil psihoterapevtske postopke, z namenom, da bi spodbudil priklic potlačenih spominov, pri nekaterih pacientih je uporabil tudi hipnozo. Ker je bil na terenu, je lahko takoj pregledal vojake, ki so kazali znake bombnega šoka. Preučeval je fiziološke spremembe, ki se zgodijo v telesu, ko pride do bombnega šoka. Poudarjal je, da vojaki, ki doživijo bombni šok, niso nujno strahopetni .
Leta 1917 je zaprosil za vrnitev v Anglijo, kjer je nadaljeval svoje delo z vojaki, ki so doživeli bombni šok in so bili v različnih bolnišnicah v Angliji in na Škotskem. T. A. Pear, ki je bil Myersov učenec, ga je v tem času seznanil s področjem industrijske psihologije. Myers se je povezal s še enim nekdanjim učencem, B. Musciem, ki se je ukvarjal s tem področjem. Zadnje leto vojne se je Myers ukvarjal z izbiro kadra za delo na podmornicah. Razvijal je teste in nadzoroval njihovo uporabo za namene izbire .

## Delo po vojni
Po vojni se je Myers vrnil v Cambridge. Želel si je povezati psihologijo z medicino, industrijo oziroma delom in šolstvom. Bolj intenzivno se je začel ukvarjati z industrijsko psihologijo. Leta 1918 je izvedel dve predavanji na Kraljevem inštitutu (Royal Institution), predavanji pa sta bili tudi objavljeni v knjižici z naslovom Present-Day Applications of Psychology. Spoznal je H. J. Welcha in skupaj z njim leta 1921 ustanovil Nacionalni inštitut za industrijsko psihologijo. Istega leta je objavil tudi svojo prvo knjigo o industrijski psihologiji .
Vedno težje je usklajeval obveznosti dela na Inštitutu v Londonu in dela v Psihološkem laboratoriju v Cambridgu, zato se je slednjemu odpovedal in se popolnoma posvetil razvoju Nacionalnega inštituta za industrijsko psihologijo. Inštitut se je ukvarjal z izbiro kadra, sestavo testov, izboljšanjem produktivnosti, poklicnim usmerjanjem in utrujenostjo. Leta 1932 je skupaj z Welchom izdal knjigo o dosežkih v prvem desetletju delovanja Nacionalnega inštituta za industrijsko psihologijo .  
Leta 1922 je prvič postal predsednik sekcije za psihologijo pri Britanskem združenju (British Association), nato pa leta 1931 še drugič. V letih 1922-1923 je sodeloval pri organizaciji prvega Mednarodnega psihološkega kongeresa po vojni, ki je bil v Oxfordu. Izbran je bil za predsednika kongresa .
V letu 1924 so ga povabili v New York, kjer je na Univerzi Columbia izvedel serijo predavanj o industrijski psihologiji. Predavanja so bila naslednje leto tudi objavljena v knjigi. Med leti 1929 in 1932 je izvedel več predavanj o temah, ki so povezane z industrijsko psihologijo, npr. o človeškem faktorju v delovni organizaciji, o nevarnostih in prednostih racionalizacije dela ipd. 

## Nekatera dela
1902 – Myasthenia gravis
1902 – A study of Papuan hearing
1902 –The visual acuity of the natives of Sarawak
1909 – A  textbook of experimental psychology
1910 – Instinct and intelligence
1911 – An introduction to experimental psychology
1915-1919 – (Five) Contributions to the study of shell shock
1920 – Psychology and industry
1921 – Mind and work
1923 – Industrial psychology: its scope and effect on efficiency.
1923 – The human side of industry
1924 – The use of vocational tests in the selection of a vocation
1925 – Some present tendencies of psychology
1932 – Human improvability
1937 – Industrial psychology and the modern world
1938 – The mental hygiene of intellectual work
1938 – On the acquisition of habits
1942 – Selection of army personnel: development of the D.S.P.